# Jassans-Riottier
Jassans-Riottier là một xã ở tỉnh Ain, vùng Auvergne-Rhône-Alpes thuộc miền đông nước Pháp.